# Léo Larguier
Pour les articles homonymes, voir Larguier.
Léo Larguier, né le 6 décembre 1878 à La Grand-Combe et mort le 31 octobre 1950 à Paris 6e, est un poète, nouvelliste, critique littéraire et essayiste français.

## Biographie
Léo César Albin Larguier est né dans les Cévennes d'une vieille famille de paysans huguenots. Son père Anselme Honoré Albert Larguier était menuisier, et sa mère Clarisse Pauline Théron "sans profession". Il a un frère deux ans plus jeune, Arthur. Il entre au lycée de garçons de Nîmes en 1887 en même temps qu'Edmond Guiraud, mais n'y reste qu'un jour ![non neutre]
Il est élève du lycée Jean-Baptiste-Dumas à Alès, où il obtient le baccalauréat ès lettres, et s'intéresse déjà à la poésie.
De 1900 à 1902, il fait son service militaire à Aix-en-Provence au 61e régiment d'infanterie, où il se lie d'amitié avec Cézanne.
Il vient à Paris vers l'âge de 20 ans. Suivant la volonté de ses parents il s'inscrit à Sciences-Po, mais il n'y va qu'une fois. Dès lors, il se voue à la poésie et il ne quitte plus guère Saint-Germain-des-Prés, dont il devait devenir l'historien. Il est également le voisin de palier d'Apollinaire.
En 1904 et en 1916, il reçoit le prix Archon-Despérouses.
En 1914, il est mobilisé dans ce même lycée d'Alès, à l'occasion changé en Caserne Thoiras, puis hôpital. Il est blessé en septembre 1915 en Champagne, ce qui lui vaut la Croix de guerre avec citation à l'ordre de son régiment : "Caporal très brave. Blessé le 26 septembre 1915 au moment où il relevait des blessés, en avant des premières lignes, sous de violents tirs de barrage". Promu sergent, il est démobilisé en 1919 et fait chevalier de la Légion d'honneur la même année. Il sera promu officier (et décoré le 27 mars 1925 par Georges Lecomte) puis commandeur de la Légion d'honneur (et décoré par Roland Dorgelès le 22 mars 1950).
En 1940, il participe à l'exode de Paris et va vivre un temps à Vialas dans les Cévennes. Journal littéraire de Paul Léautaud au 11 juillet 1941 : « Larguier est à Nîmes, où il tient des rôles au cinéma, dans des films de farandoles. » Vraisemblablement sous pseudonyme.
Il posait au poète « à l'ancienne », et écrivait de même. Il a écrit de nombreux ouvrages : romans, critique, essais, pièces de théâtre... Il succède en 1936 à Léon Hennique au sixième couvert de l'Académie Goncourt, où il siégera jusqu'à sa mort. Outre que ses traits ont été fixés par le peintre Raymond Woog, les quelques clichés le représentant sont de Robert Doisneau.
Le collège de la Grand Combe (30) porte son nom.

## Images

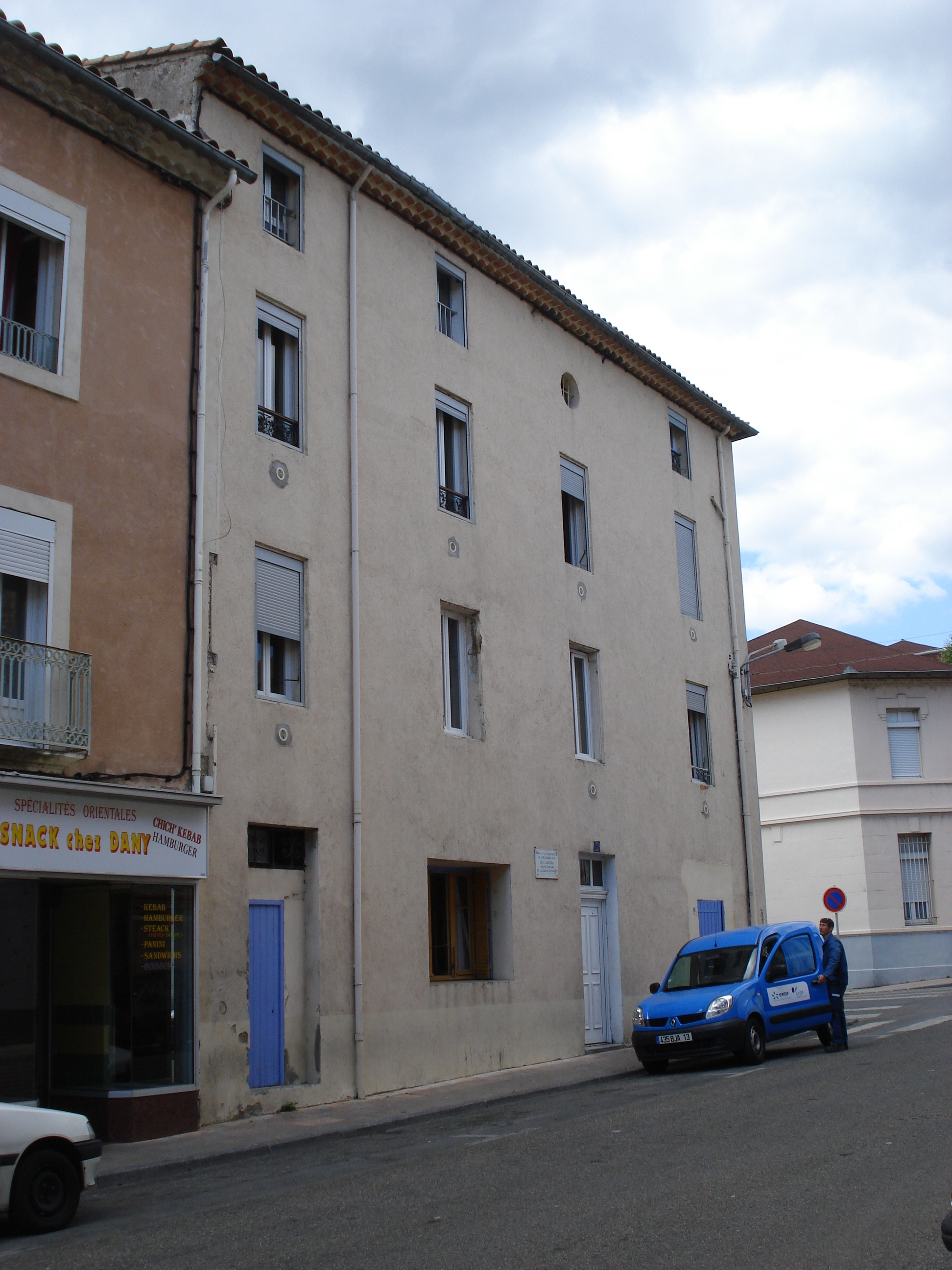
Maison natale de Léo Larguier à La Grand-Combe.
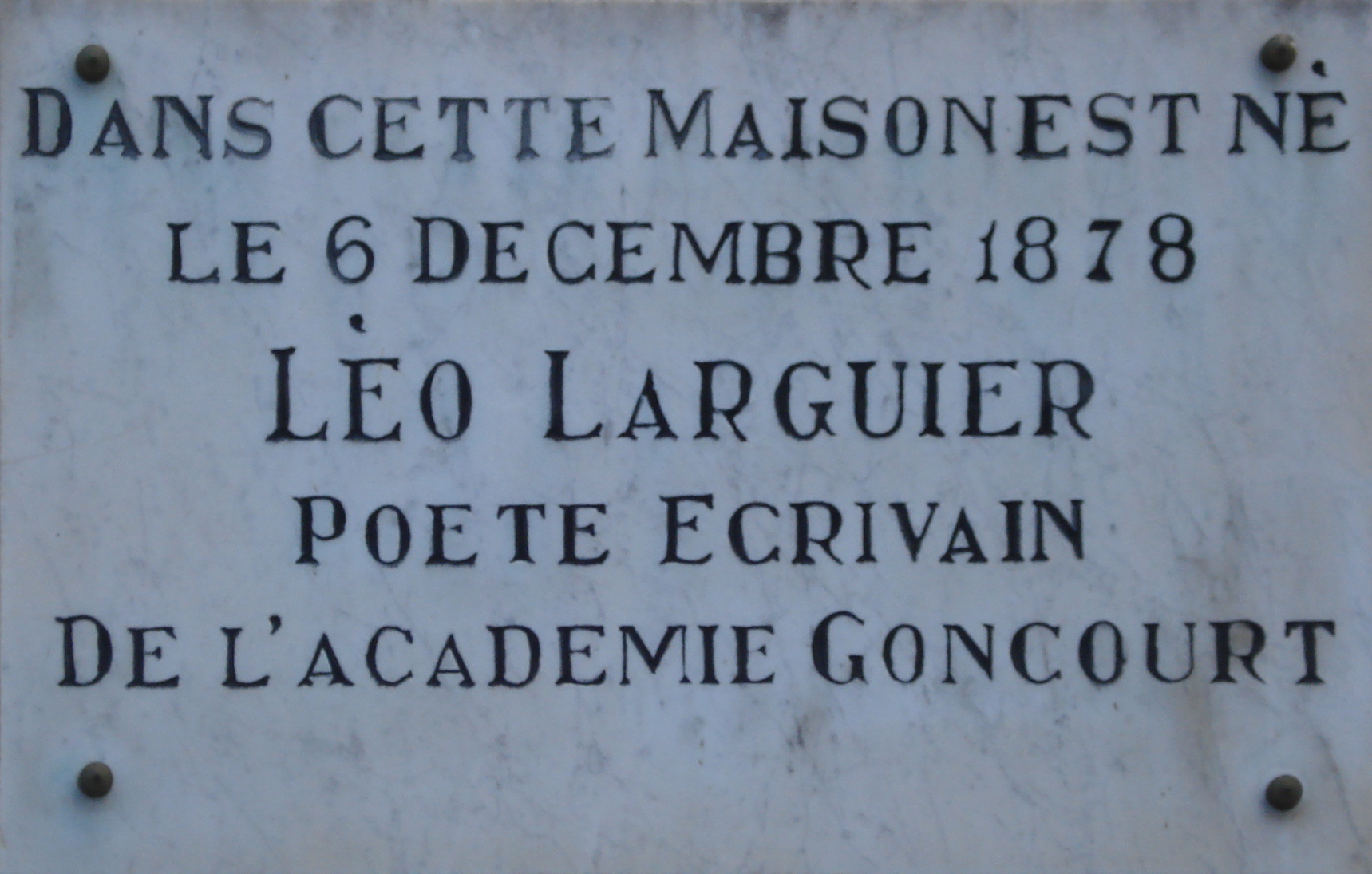
Plaque commémorative sur la maison natale de Léo Larguier.
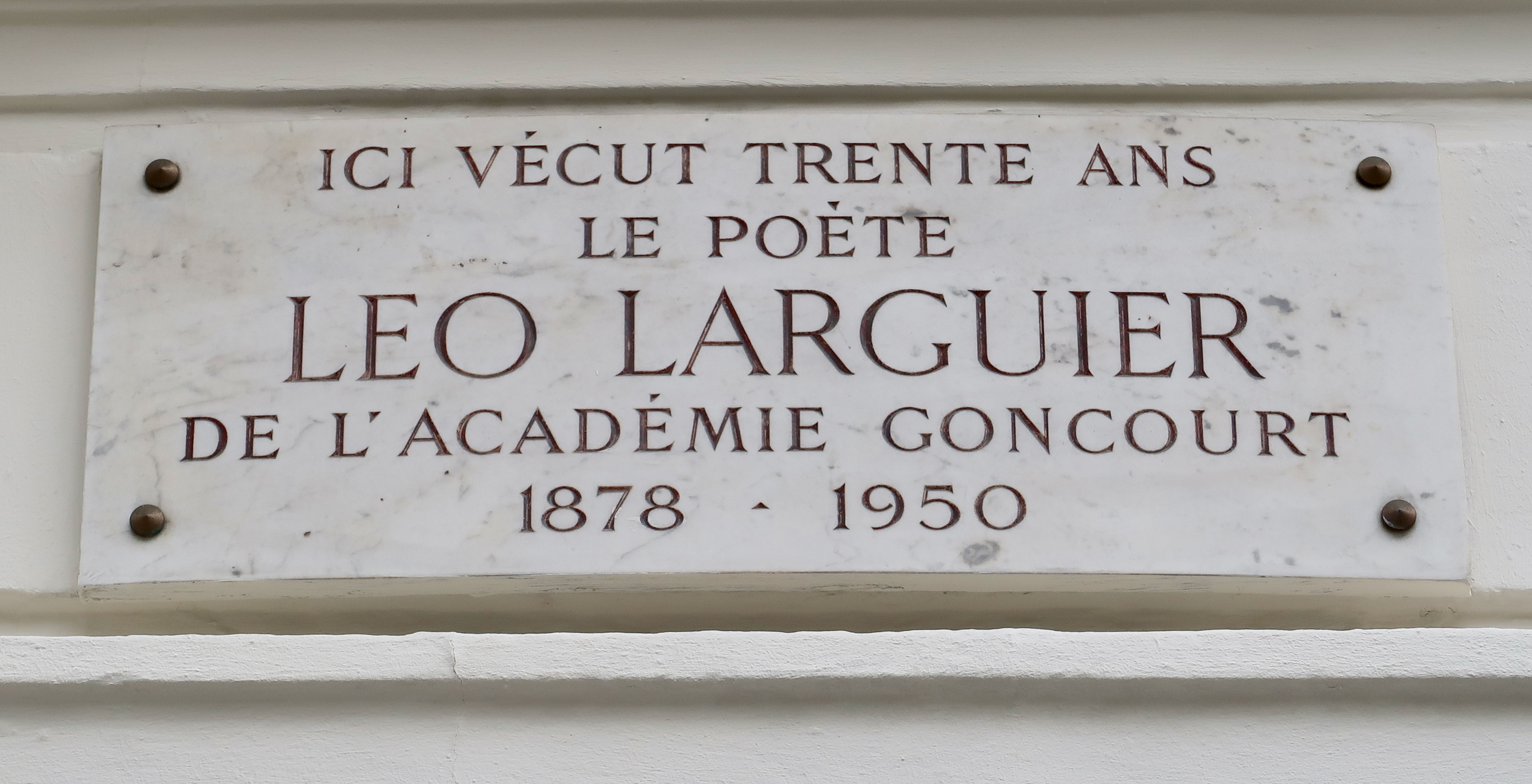
Plaque 5 rue Saint-Benoît (Paris), où il vécut.

## Œuvres

### Poèmes, romans, divers
- La Maison du Poète, poèmes (1903)
- Les Isolements, poèmes (1906)
- Jacques, poème (1907)
- Théophile Gautier (1911)

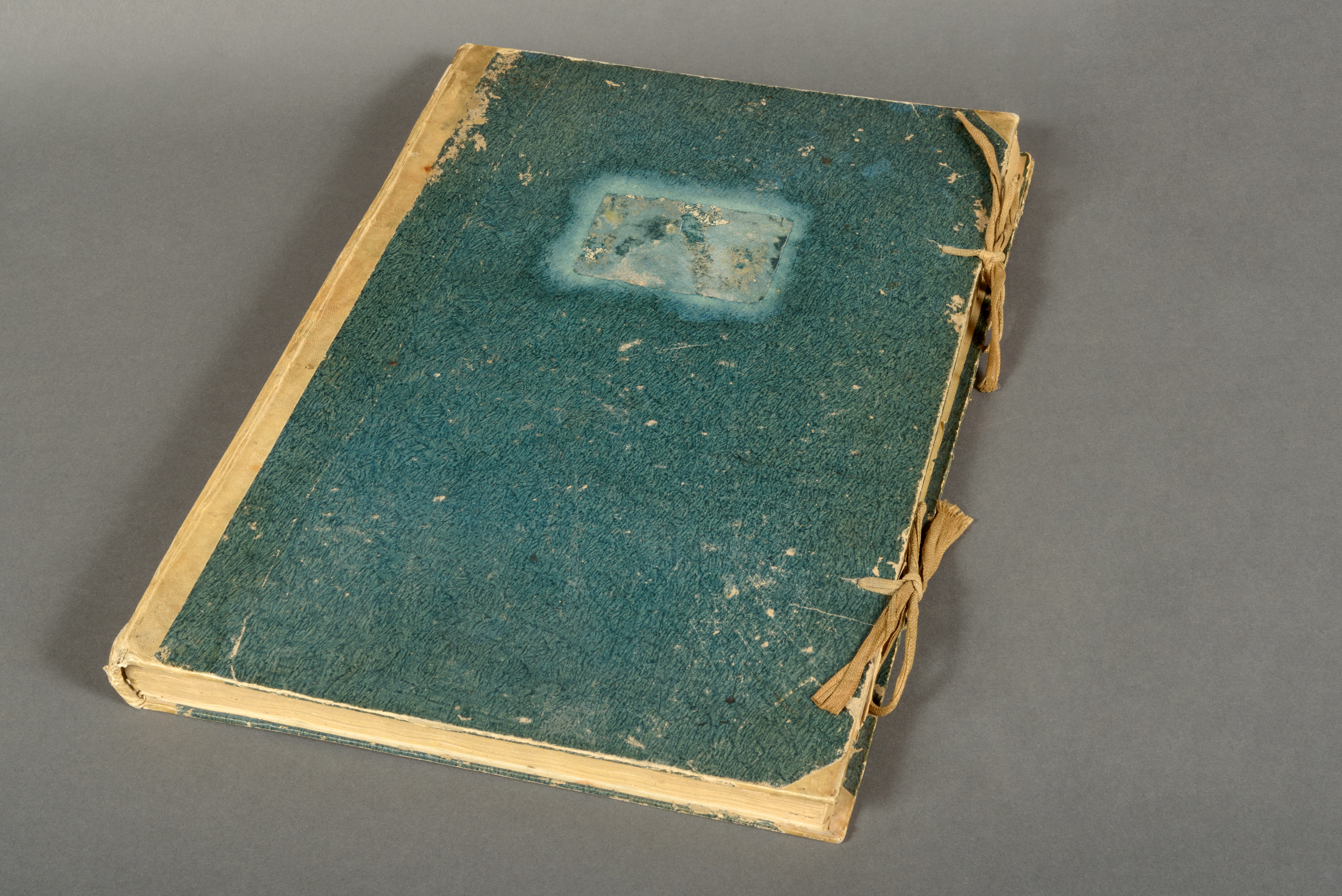
Manuscrit de Mes vingt ans et moi conservé au Palais du Roure à Avignon

- Jean-Jacques Rousseau, pièce en un acte et en vers (1912)
- L'Heure des Tziganes, pièce en un acte (1912)
- Orchestres, poèmes (1914)
- Les Bonaparte, tragédie lyrique en trois tableaux et en vers, (1920)
- L'Après-midi chez l'antiquaire (1921)
- La Poupée (1926), La Poupée, Paris, G. Briffaut, 1925    (Wikisource)
- En compagnie des vieux peintres (1927)
- Le Père Corot (1931)
- Roses de Papier (1934)
- Les ombres, Firmin-Didot (1934)
- Victor Hugo en vingt images, Éditions Albin Michel (1935)
- Le Faiseur d'or, Nicolas Flamel (1936) parus dans la collection J'ai lu (L'Aventure mystérieuse n°A220)
- L'Amateur de femmes (1937)
- Les Dimanches de la rue Jacob (1938)
- Saint-Germain-des-Prés, mon village (1938), ill. par Georges Tcherkessof et Jean Roubier
- Les Trésors de Palmyre (1938)
- Le Soldat Inconnu (1939)
- Provence et Cévennes, Edouard Aubanel éditeur (1941, réédit. 2003)  (ISBN 2846210349)
- La Chère Emma Bovary, Edouard Aubanel éditeur (1941)
- Au Café de l'Univers, Edouard Aubanel éditeur (1942)
- Au vieux saint de bois (1944)
- Mes vingt ans et moi (1944)
- Le Roi sans reine : Louis II de Bavière (1947)
- La trahison d'Eurydice (1947)
- La révision du cadastre (1948)
- Quatrains d'Automne (1953)

### Souvenirs
- Avant le déluge, souvenirs , Bernard Grasset (1928)

### Livret d'opérette
- Julien l'Apostat, opérette en quatre actes[5] (en collaboration avec E. M. Laumann[6]) ; musique d'André Rosoor